# Jabłonica (województwo świętokrzyskie)
Jabłonica – wieś w Polsce położona w województwie świętokrzyskim, w powiecie staszowskim, w gminie Szydłów.
W latach 1975–1998 miejscowość położona była w województwie kieleckim.

## Współczesne części wsi
| SIMC   | Nazwa            | Rodzaj    |
| ------ | ---------------- | --------- |
| 274743 | Borki            | część wsi |
| 274750 | Góry Jabłonickie | część wsi |
| 274766 | Łańca            | część wsi |
| 274772 | Rogatka          | część wsi |

## Dawne części wsi – obiekty fizjograficzne
W latach 70. XX wieku przyporządkowano i opracowano spis lokalnych części integralnych dla Jabłonicy zawarty w tabeli 2.

| Nazwa wsi – miasta   | Nazwy części wsi – miasta                        | Nazwy obiektów fizjograficznych – charakter obiektu |
| -------------------- | ------------------------------------------------ | --- |
| I. Gromada KUROZWĘKI |                                                  | |
| 1. Jabłonica         | 1. Borki 2. Góry Jabłonickie 3. Łańca 4. Rogatka | 1. Borki — pole 2. Góry — pole, las 3. Góry Jabłonickie — pole 4. Łańca — pole 5. Modrzewia — pole 6. Placowe — pole 7. Szadykrza — pole 8. Zakręty — las |

## Historia
Wieś wymieniana w XIX wieku jako Jabłonica w powiecie stopnickim, gminie Kurozwęki parafii Kotuszów.